# Piper potamophilum
Piper potamophilum är en pepparväxtart som beskrevs av Trel. & Yunck.. Piper potamophilum ingår i släktet Piper och familjen pepparväxter. Inga underarter finns listade i Catalogue of Life.